# Harry Patch (In Memory Of)
"Harry Patch (In Memory Of)" és una cançó del grup britànic Radiohead, autollançada el 5 d'agost de 2009 mitjançant descàrrega digital al preu d'1£. Fou escrita i enregistrada com a tribut a Harry Patch, supercentenari britànic i darrer soldat supervivent de la Primera Guerra Mundial.
Composta bàsicament per Yorke i Greenwood, la lletra fou escrita des de la perspectiva d'un soldat en la Primera Guerra Mundial, i posteriorment el mateix Patch va realitzar algunes modificacions. La recepció fou positiva en general lloant el missatge de la cançó però alguns crítics van indicar que era massa trista i lúgubre. La família Patch va aprovar el missatge de la cançó i l'ús benèfic que va realitzar Radiohead, ja que tota la recaptació fou donada a la The Royal British Legion.

## Informació
El grup es va inspirar a partir d'una entrevista molt emocional que va realitzar Harry Patch en l'emissora de ràdio BBC Radio 4. Posteriorment fou enregistrada en directe poques setmanes abans que Patch morís el 25 de juliol de 2009 amb 111 anys. "Harry Patch (In Memory Of)" no conté instrumentació de rock estàndard i en el seu lloc hi ha arranjaments orquestrals de corda realitzats per Jonny Greenwood. Radiohead va expressar en diverses ocasions els seus sentiments antibèl·lics però fins aquesta cançó mai havien fet cap referència explícita a la guerra en les lletres. Per aquesta raó, aquesta cançó marca una novetat, ja que Yorke escrivia lletres bastant abstractes. Juntament amb "These Are My Twisted Words" ja foren seleccionades pel grup per ser inclosa en el seu següent àlbum The King of Limbs, però finalment, cap de les dues va aparèixer en la selecció publicada.
Radiohead va estrenar la cançó a BBC Radio 4 el 5 d'agost de 2009, un dia després de l'enterrament de Patch. Llavors el posaren a disposició del públic mitjançant la seva botiga virtual previ pagament d'1£. Tota la recaptació fou donada a la The Royal British Legion. A partir del nombre de descàrregues realitzades, The Guardian va calcular que si s'hagués venut físicament, el senzill hagués entrat a la part alta de la llista britànica de senzills, segurament entre les deu primeres.
La rebuda per part de la crítica fou força positiva, destacant la solemnitat i elegància d'una gran balada antibèl·lica. Una de les cançons més maques compostes per Radiohead però també es va destacar l'excessiva càrrega emocional i de sentimentalisme.